# Radisson Collection Hotel, Royal Copenhagen
Das Radisson Collection Hotel, Royal Copenhagen (bis 2009 SAS Royal Hotel, bis 2018 Radisson Blu Royal Hotel) ist ein Fünf-Sterne-Hotel mit 261 Zimmern in der dänischen Hauptstadt Kopenhagen, das zur Hotelmarke Radisson Collection gehört. Der dänische Architekt und Designer Arne Jacobsen entwarf es im Auftrag der skandinavischen Fluggesellschaft Scandinavian Airlines System (SAS) von 1956 bis 1960. Gestaltet wurde das Gebäude im internationalen Stil, mit einer Vorhangfassade aus Glas und Stahl. Jacobsen beeinflusste das Projekt bis in das kleinste Detail der Einrichtung. Wegen der umfangreichen Änderungen seit der Fertigstellung wird es als sein verlorenes Gesamtkunstwerk bezeichnet. Einige der Möbelentwürfe, wie die Sessel Schwan und Ei, gelten als Designklassiker.

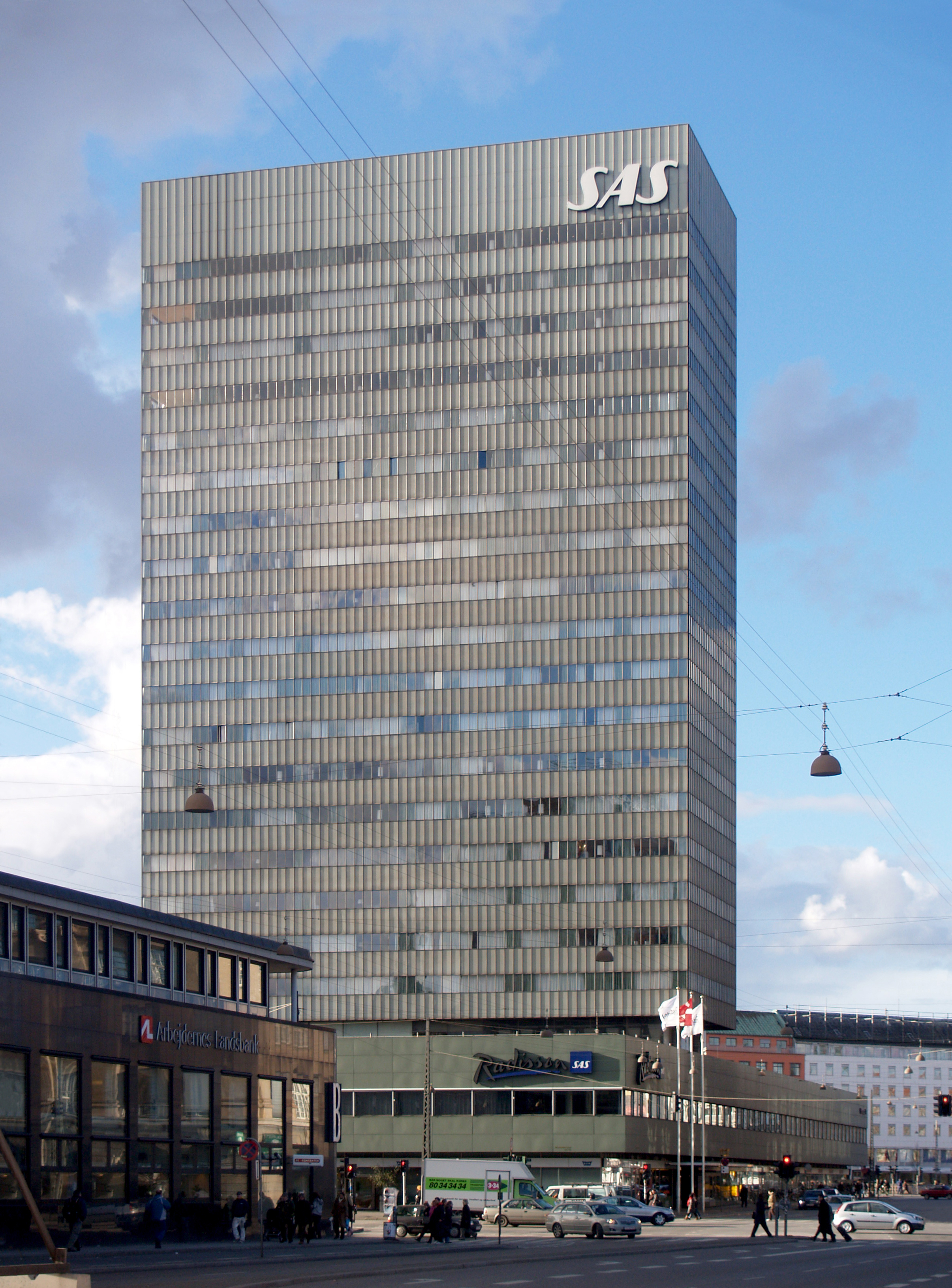
Das Hotel, aufgenommen von der Bernstorffgade am westlichen Rand des Tivoli, März 2008

## Lage

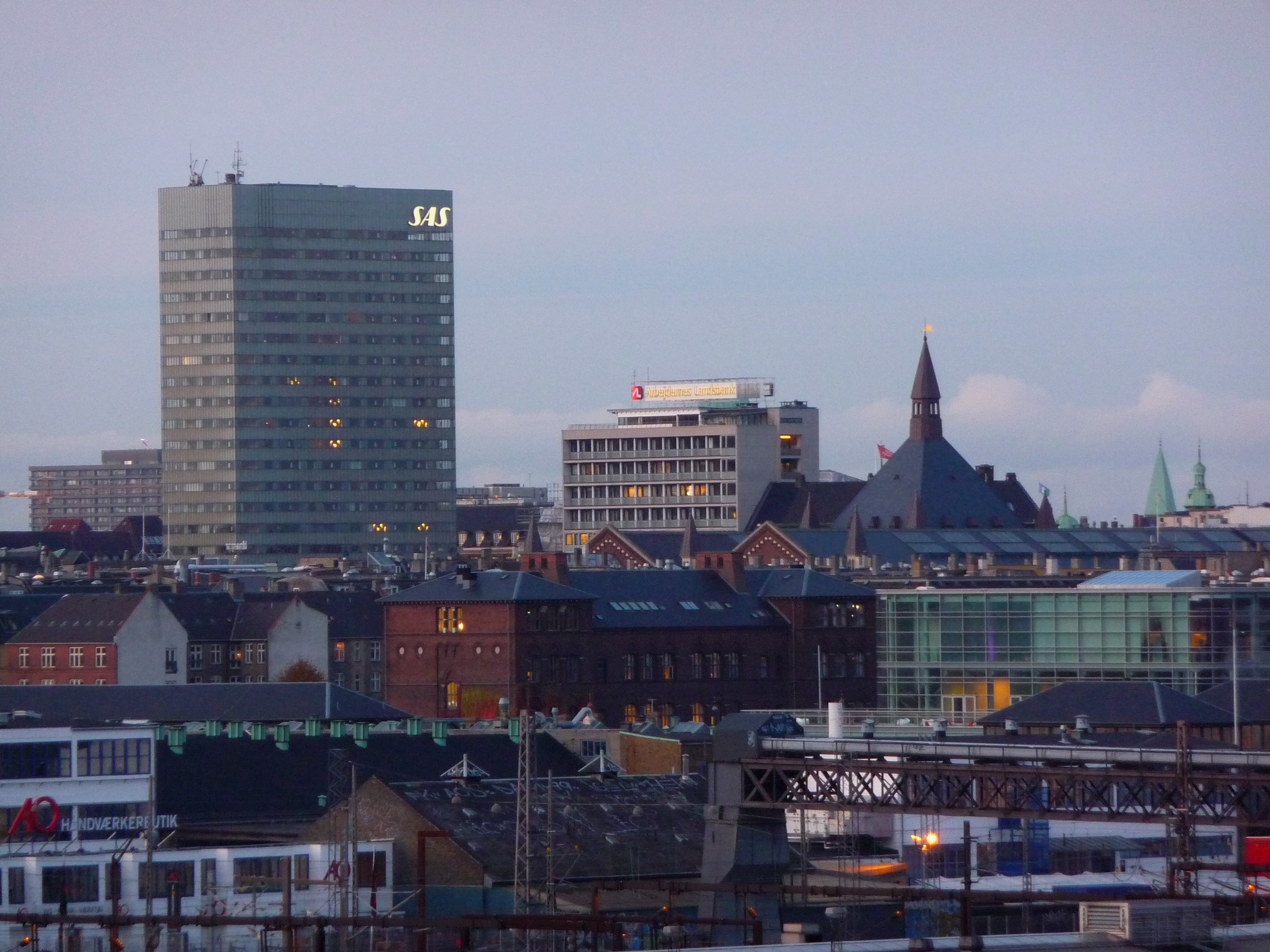
Panorama von Kopenhagen mit dem SAS Royal Hotel. Die transparenten Ecken sind zu erkennen

Das Hotel liegt dem Hauptbahnhof und dem Vergnügungspark Tivoli gegenüber an der Hauptverkehrsachse Vesterbrogade im Viertel Vesterbro. Auf den anderen Seiten wird das Grundstück durch die Straßen Hammerichsgade und Vesterport sowie im westlichen Bereich durch eine Nachbarbebauung begrenzt. Auf einer Verkehrsinsel zwischen dem Hotel und dem Hauptbahnhof steht die 1797 errichtete Freiheitssäule, die an die Aufhebung des Stavnsbånd in Dänemark erinnert.

## Geschichte
Die SAS begann 1954 die Planung einer Linienflugverbindung zwischen Europa und der Westküste der Vereinigten Staaten über die Polarroute, die in der Werbung als „SAS Polar Short Cut“ bezeichnet wurde. Der erste kommerzielle Flug von Kopenhagen nach Los Angeles fand am 16. November 1954 mit einer kolbenmotorgetriebenen Douglas DC-6 statt. Bestellungen für die ersten düsengetriebenen Douglas DC-8, die auf der Route eingesetzt werden sollten, tätigte die SAS 1955 und rechnete mit der Lieferung ab 1958. Daher erwartete die Marketingabteilung einen Anstieg des Touristenaufkommens in Kopenhagen, vornehmlich aus den Vereinigten Staaten, für die ein neues Hotel errichtet werden sollte.
Das Gebäude sollte nicht nur als Hotel dienen, sondern auch als Terminal für die Abfertigung von Fluggästen der SAS. Weiterhin sollten Büros für die Verwaltung bereitgestellt werden, um so die verteilt gelegenen Geschäftsstellen der Fluglinie innerhalb Kopenhagens an einem Ort zu konzentrieren. Mit dem Flughafen Kopenhagen-Kastrup sollte eine Shuttlebusverbindung eingerichtet werden. Die Planungen für das Gebäude begannen 1955. Per Kampmann, der damalige Direktor der Fluglinie, beauftragte Arne Jacobsen 1956 das Hotel und dessen Interieur zu planen. Gestalterisch wollte die SAS ein Hotel, das das Jet-Zeitalter repräsentierte und ein Monument für dänisches Design darstellte.

### Planung und Rezeption

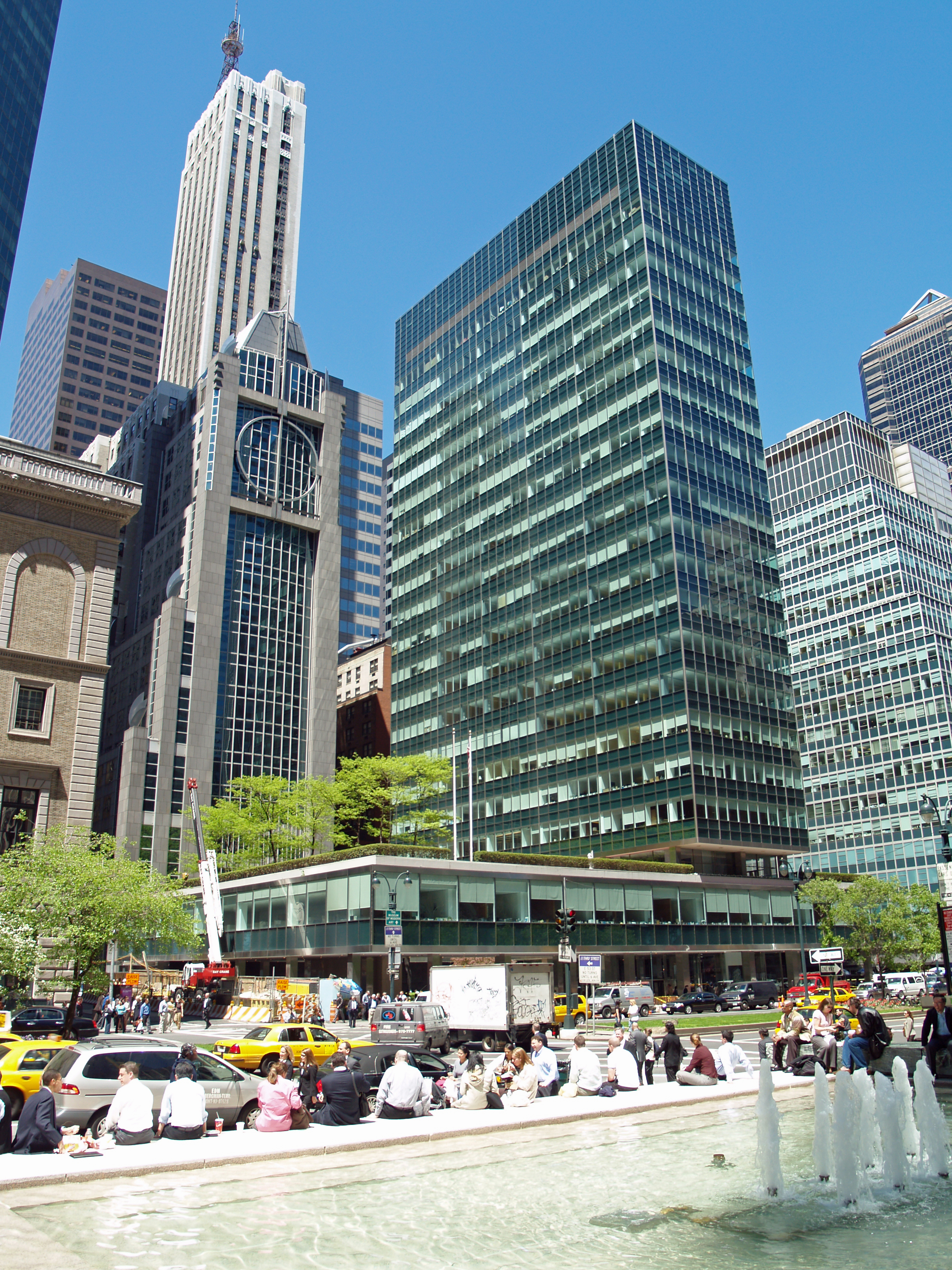
Das Lever House von Gordon Brunshaft diente als Vorbild

Bei der Auftragsvergabe waren die grundlegenden Abmessungen des Gebäudes bereits durch den Auftraggeber und die Kopenhagener Stadtplanung festgelegt. Jacobsen entwarf in diesen Vorgaben ein 20-stöckiges Hochhaus, das, wie fast alle modernen Hochhäuser der Epoche, durch das 1952 errichtete Lever House von Gordon Bunshaft inspiriert war. Die Curtain Wall, die Trennung von vorgehängter Fassade und tragendem Skelett, der schlanke Turm über dem breit lagernden Sockel und die aussteifenden Gebäudekerne mit Aufzügen, Technik- und Nebenräumen bildeten einen Gebäudetypus, der in den späten 1950ern fast zum Paradigma der modernen Architektur wurde. In Dänemark war das SAS Royal Hotel die erste Vorstellung des Stils in prominenter Lage, wie in der Mitte der Hauptstadt.
Nach der Veröffentlichung von Skizzen des Gebäudes in lokalen Zeitungen 1956 kam es zu Protesten aus der Bevölkerung und Kritik aus der Fachwelt. Befürchtet wurde die Zerstörung des historischen Stadtbilds und der Einzug amerikanischer Architektur in Dänemark. Dem Vergleich des Gebäudes mit einer Lochkarte stimmte Jacobsen zu, denn „so sieht es wirklich bei offenen Fenstern an heißen Sommertagen aus.“ Erik Møller, der vorher mit Jacobsen an mehreren Rathäusern arbeitete, bezeichnete das Gebäude als „gläserne Zigarrenbox“. Der für den Internationalen Stil prägende Amerikaner Philip Johnson bezeichnete es als die schlechteste Imitation des Lever House. Bei einer Rede vor der Architectural Association in London sagte er 1960, das Gebäude habe „… keinen Maßstab und wirkt eher wie ein Stück Löschpapier mit einer Rechnung drauf.“ Die Bewunderung für Mies van der Rohe sei erkennbar aber langweilig umgesetzt. Jacobsen kommentierte dazu: „wenigstens gewann es den Wettbewerb der hässlichsten Gebäude in Kopenhagen.“
Das Hotel war bei seiner Fertigstellung das größte Hotel in Dänemark, mit 69,60 m Höhe das erste Hochhaus in Kopenhagen und bis 1969 gleichzeitig das höchste Gebäude Dänemarks. 2009 war es das siebthöchste Hochhaus in Dänemark.

### Gesamtkunstwerk
Das SAS Royal Hotel gilt als letztes Gesamtkunstwerk von Jacobsen und wird wegen der tiefgreifenden Veränderungen, die es in den Folgejahren erfahren hat, auch als das verlorene Gesamtkunstwerk von Jacobsen beschrieben. Der Versuch, ein Gesamtkunstwerk zu erschaffen, also die Gestaltung jedes einzelnen Aspektes eines Projektes, prägte Jacobsens Arbeitsweise während dieser Schaffensperiode. Schon bei früheren Arbeiten beschränkte er sich nicht auf die Planung und Konstruktion des Gebäudes allein. Er versuchte das Innere der Gebäude auch durch Eigenkreationen wie Stühle und Stoffmuster zu beeinflussen. Schon bei seinem ersten großen Projekt nach dem Studium, dem 1929 geplanten Haus der Zukunft, schuf er Möbel, die nur dort zur Verwendung kamen. Das SAS Royal Hotel war seine umfassendste Arbeit, hier konnte er vollständig auf Entwürfe anderer Designer und Architekten verzichten. Nach dem SAS Royal Hotel hatte Jacobsen keinen weiteren Auftrag mit so umfassender Gestaltungsfreiheit.

## Struktur

Grundstruktur des Royal Hotel. Erklärung: 1. Hotelturm, 2. Horizontalbau, 3. Dach des Wintergartens, 4. Dach der Terminalhalle. Die rote Linie markiert die Teilung zwischen Hotel- und Terminalbereich. Die Zeichnung ist nicht maßstabsgetreu.

Das Gebäude besteht aus zwei strukturell getrennten Gebäudeteilen, die nur funktional verbunden sind. Der untere Teil ist ein zweigeschossiger Flachbau mit zwei Kellergeschossen. Über diesem steht auf sechs eigenen Fundamentsträgern der 18-geschossige Hotelturm.

### Horizontalbau
Der Gebäudeteil wurde zweigeteilt geplant, mit einem Hotelteil und einem Terminalteil (siehe rote Linie in der Übersicht). Im südlichen Teil unter dem Hotelturm sind das Foyer, ein Restaurant, Bars, ein Café und Geschäfte untergebracht. Der nördliche Teil war für die Abfertigungshalle des SAS Terminal vorgesehen, mit Check-in-Schaltern, Gepäckabfertigungsanlagen, Büros und Tagungsräumen. Die Schalterhalle erstreckte sich über die beide Stockwerke. Zugang zu den Büros im ersten Stock erfolgte über eine Galerie. Seit der Aufgabe des Terminals 20 Jahre nach Eröffnung des Hotels wird der Bereich für weitere Konferenzsäle, Geschäfte, ein Reisebüro und ein Fitnessstudio verwendet. Dazu wurde eine Zwischendecke in die Halle eingezogen. Das Dach des Flachbaus war als Terrasse vorgesehen, wurde aber nicht als solche genutzt. In den zwei Kellergeschossen sind Lagerräume und die Tiefgarage untergebracht.
Im durchgehend verglasten Erdgeschoss gibt es direkte Zugänge zu den einzelnen Geschäften von der Straße aus. Der erste Stock ragt über das Erdgeschoss hinaus und ist mit graugrün emaillierten Stahltafeln verkleidet. Ein schmales, durchgehendes Fensterband unterstreicht die horizontale Ausrichtung des Flachbaus.

### Turm

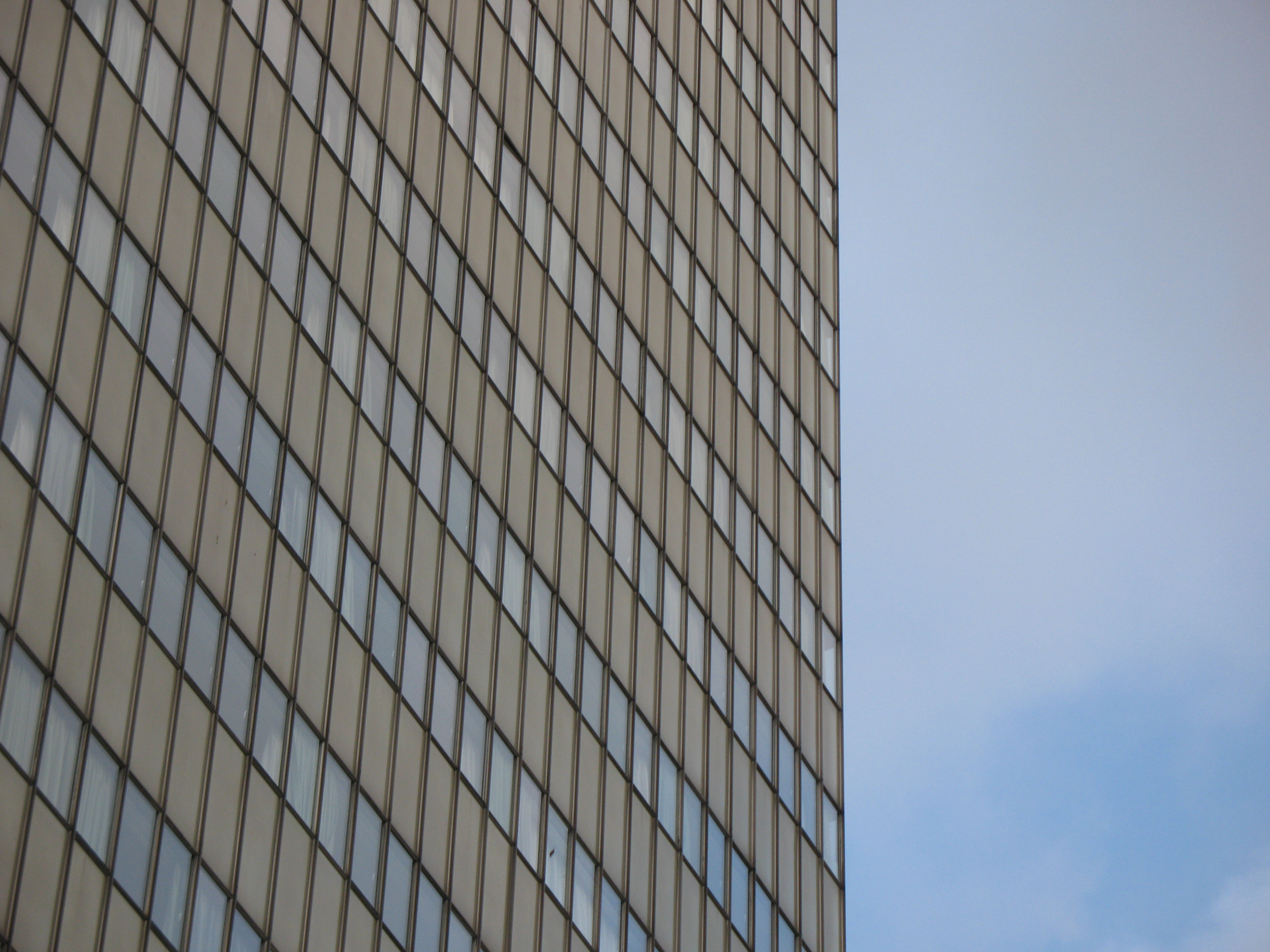
Detailaufnahme der Curtain Wall des Hotels, Dezember 2008

Im dritten Stockwerk beginnt der Turm. In dem Geschoss ist die Verwaltung des Hotels untergebracht. Das Geschoss hat eine kleinere Grundfläche als die restlichem Geschosse des Turms. Daher ist die Etage von der Straße aus nicht zu sehen, so dass der Turm über dem Flachbau schwebend wirkt. Dieses Detail weist auch das Lever House auf.
In den Regelgeschossen zwischen der 4. und 18. Etage sind Einzel- und Doppelzimmer untergebracht. Einige der Zimmer verfügen über Verbindungstüren. Die Servicebereiche der Geschosse liegen zwischen den Aufzugschächten und der nördlichen Außenfassade, über die sich ein vertikales Band aus Lüftungsgittern zieht. Die 19. Etage beinhaltet Suiten. In der 20. Etage befindet sich das Restaurant Alberto K. Der Gastraum liegt rundherum an den Fenstern und bietet einen Rundblick über die Stadt. Küche und die Servicebereiche befinden sich im Zentrum der Etage.
Der in Stahlbetonskelett-Bauweise errichtete Turm hat eine Curtain Wall aus Aluminiumprofilen und durchsichtigem sowie grüngrau eloxiertem Glas. Die Fenster können in allen Stockwerken nach innen geöffnet werden. Der horizontale Abstand zwischen den Aluminiumprofilen ist 60 cm. Vertikal sind abwechselnd 168 cm grünes Glas gefolgt von 120 cm Fenster montiert. Die Curtain Wall-Bauweise hatte Jacobsen am dreigeschossigen Rathaus von Rødovre 1955 erstmals in Dänemark verwendet. Die dortige Fassade unterscheidet sich nur durch die hellgrüne Farbgebung der Zwischenelemente und leicht andere Proportionen.
Über dem 20. Geschoss wird die Fassade mit einem Blindgeschoss ohne Fenster fortgesetzt. Hier ist auf beiden langen Gebäudeseiten eine Leuchtreklame mit dem damaligen Logo der SAS montiert. Es blieb nach dem Rückzug der Fluggesellschaft aus der Rezidor Hotel Group, der Muttergesellschaft der Radisson SAS-Hotelkette, im alten Stil erhalten. Nur am Flachbau wurden die Logos gegen die der Radisson SAS ausgetauscht.

## Gestaltung
Im Foyer ist der Boden mit hellgrauen Marmorplatten ausgelegt. Die Decke war dunkelgrün gestrichen, wurde aber später mit grauen Platten abgehängt. Im Vorraum der vier parallel fahrenden Aufzüge sind die Wände mit schwarzem Marmor verkleidet. Verbunden wird das Foyer mit dem Restaurant im ersten Geschoss über eine Wendeltreppe. Diese hat Stufen aus gefalzten Stahlplatten und ist an 14 Stahlseilen aufgehängt. Rauchfarbenes Plexiglas füllt die Zwischenräume des Geländers. Das Grün der Foyerdecke setzt sich in dem grünen Teppich fort. Ähnliche Wendeltreppen wurden von Jacobsen in mehreren seiner Projekte verwendet. Auch in der Stadthalle von Aarhus und der Bibliothek von Rødovre verwendete Jacobsen ähnliche Wendeltreppen an prominenter Stelle im Gebäude.
Die beiden Bereiche des Flachbaus waren ursprünglich durch einen zweistöckigen Wintergarten getrennt (siehe Nummer 3 in der Übersicht), zwischen dessen inneren und äußeren Fenstern Orchideen gepflanzt und in Blumenkübeln aufgehängt waren. Nach oben abgeschlossen war der Wintergarten durch ein Glasdach. Transluzente Vorhänge hingen vor den äußeren Seitenwänden. 1963 wurde der Wintergarten zu einem Ausstellungsraum umgebaut, 1980 geschlossen und demontiert.
Jacobsen hatte unterschiedliche Fassadengestaltungen angedacht, die neben anderen Aufteilungen auch andere Farbkonzepte enthielten. Eine seiner Ideen war vor jedem Fenster einen Blumenkasten zu montieren. Bei seinem favorisierten Entwurf war vorgesehen die Seitenflächen des Turms mit Granitplatten zu verkleiden, so wie er es auch beim Rathaus von Rødovre machte. Dies wurde vom zukünftigen Hoteldirektor abgelehnt, da dieser bessere Vermarktungschancen mit einer Glasfassade sah. Die Zimmerpreise richteten sich nach der Anzahl der Fenster, beginnend bei dem günstigsten Zimmer mit fünf Fenstern.

### Grün
Grüntöne dominieren das ganze Bauprojekt. Jacobsen, der auch als Landschaftsarchitekt tätig war, verfolgte zwischen 1955 und 1960 das Motiv des „modernen Gartens“. Seine Interpretation setzte er durch grüne Textilien und Möbel mit organischen Formen gepaart mit starren geometrischen Grundformen um. Mit der Integration des Wintergartens an prominenter Stelle im Vertikalbau des SAS Royal Hotels versuchte er die Natur in das moderne Stadtleben zu integrieren. Schon beim Rathaus von Rødovre verwendete er eine ähnliche Farb- und Formensprache.

### Einrichtung

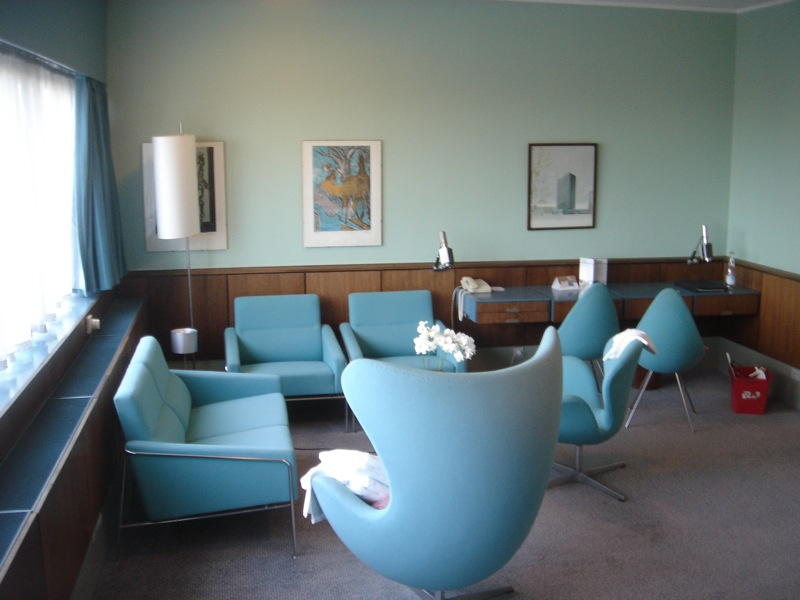
Das Zimmer 606 ist im originalen Design erhalten

Jacobsen schuf verschiedene Möbel, Lampen und Textilmuster. Einige Modelle wurden später in die Serienproduktion übernommen und entwickelten sich zu Designklassikern, die in Museen weltweit ausgestellt sind. Andere hingegen blieben Einzelstücke.
Als Sitzmöbel für das Foyer und die Zimmer entwarf der Architekt die Sofaserie 3300, den Stuhl Tropfen, sowie die Sessel- und Sofavarianten des Schwan und Ei. Die Fritz Hansen S/A, die alle Möbel für das Hotel produzierte, übernahm die Serie 3300, das Ei und den Schwan samt Sofa in die Serienproduktion. Das Sofa des Ei hingegen blieb dem SAS Royal Hotel vorbehalten. Im Foyer wurden Ei und Schwan auf hochflorigen Teppichen in Fünfergruppen arrangiert. Für das Restaurant Alberto K. verwendete er seine Entwürfe von 1955, die Stühle der Serie 7.
An den Wänden der Hotelzimmer wurden umlaufende, multifunktionale Panelwände aus Kiefer, Palisander und Wenge montiert. Diese waren halb hoch und konnten mit Tischen, Spiegeln, Regalen und weiterem bestückt werden. Die Konstruktion erlaubte einen einfachen Austausch der Elemente. Eine solche Konstruktion hatte Jacobsen von seinem Lehrer Kaare Klint erlernt, der ein Anhänger des Funktionalismus war.
Die Vorhänge des Restaurants im ersten Geschoss waren aus einem Stoff mit einem graugrünen, eingewebten Karomuster. Sonnenlicht reflektierte der Stoff golden. Ebenso entwarf Jacobsen auch die anderen verwendeten Textilien. Einen zylindrischen Lampenschirm aus weißem Stoff, den er auf unterschiedliche Grundträger montierte, verwendete Jacobsen als Grundform für die Beleuchtung. Der Schirm wurde als Stehlampe, Tischleuchte und Wandlampe sowohl in den Zimmern als auch in den öffentlichen Bereichen des Hotels aufgestellt. Ein dünnes, gerades Aluminiumrohr war die tragende Stange der Stehlampe. Alle Lampen wurden von der Firma Louis Poulsen produziert.

## Weitere Entwicklung

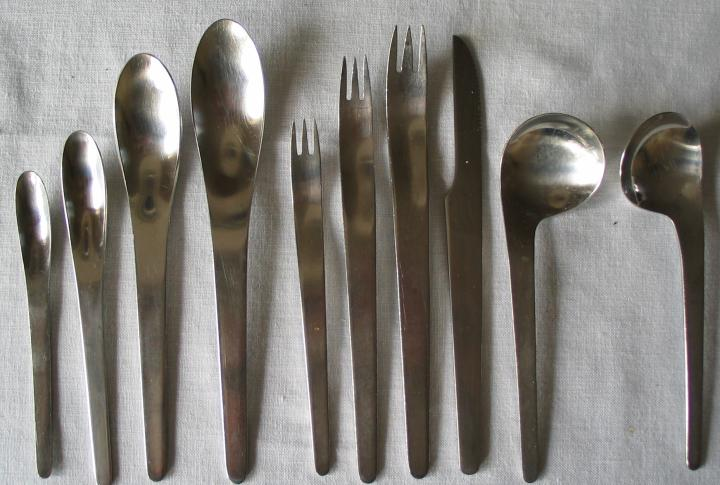
Das AJ-Besteck der Restaurants

Seit der Fertigstellung erfuhren das Gebäude und seine Einrichtung mehrere gestalterische und bauliche Veränderungen. Das Management des Hotels hatte andere Ansprüche an das Gebäude, die sich nicht mit dem Konzept von Jacobsen vertrugen, und schätzte Jacobsens Arbeit nicht. 1963 wurde das AJ-Besteck aus den Restaurants entfernt, da es für das Tagesgeschäft als zu kompliziert empfunden wurde. In den Zimmern wurden die hölzernen Panelwände um 1980 mit einem weißen Anstrich versehen um sie dem damaligen Zeitgeist anzupassen. Die bisherigen Textilien mussten Textilien aus dem Standardprogramm der SAS-Hotelkette weichen, da diese günstiger zu besorgen und zu ersetzen waren. Im Foyer wurden die Teppiche entfernt und der gerade, durchgehende Tresen der Rezeption wurde durch mehrere runde Tresen ersetzt.
Nach der Schließung des Terminals richtete das Hotel zehn Konferenzsäle im Flachbau ein, um die fehlenden Übernachtungen der Fluggäste durch Konferenzen zu kompensieren. Auch das Restaurant im ersten Obergeschoss wurde zu einem Konferenzsaal umgebaut und hat bis zu 200 Sitzplätze auf Stühlen der Serie 7.

### Renovierungen
Eine tiefgreifende Renovierung des Interieurs fand Ende der 1990er Jahre statt. Die bisherige Einrichtung war 30 Jahre in Betrieb und reparaturanfällig. In den Hotelzimmern wurden mannshohe Wandverkleidungen aus hellem Holzfurnier mit hinterleuchteten, elliptischen Milchglaseinfassungen montiert. Neue Betten, Nachttische und Lampen ersetzten die alten Modelle. Eine neue Farbgebung ersetzte die Grüntöne. Das neue Hotelmanagement war sich der Werbewirkung des Namens Jacobsens bewusst, so dass es einige zuvor entfernte Details wieder einführte, wie das Besteck in den Restaurants. Die Renovierung kostete umgerechnet 10 Millionen Euro.
Im Jahr 2018 wurde das Interieur im Zuge der Umbenennung in Radisson Collection Hotel, Royal Copenhagen erneut umfassend saniert. Designer waren das Team Space Copenhagen aus Signe Bindslev Henriksen und Peter Bundgaard Rützou. Nach umfangreichen Recherchen wurden Originalmöbel restauriert und Details des ursprünglichen Designs wiederhergestellt, beispielsweise der lederne Handlauf des Treppenhauses in der Lobby.

### Konservierung des Designs

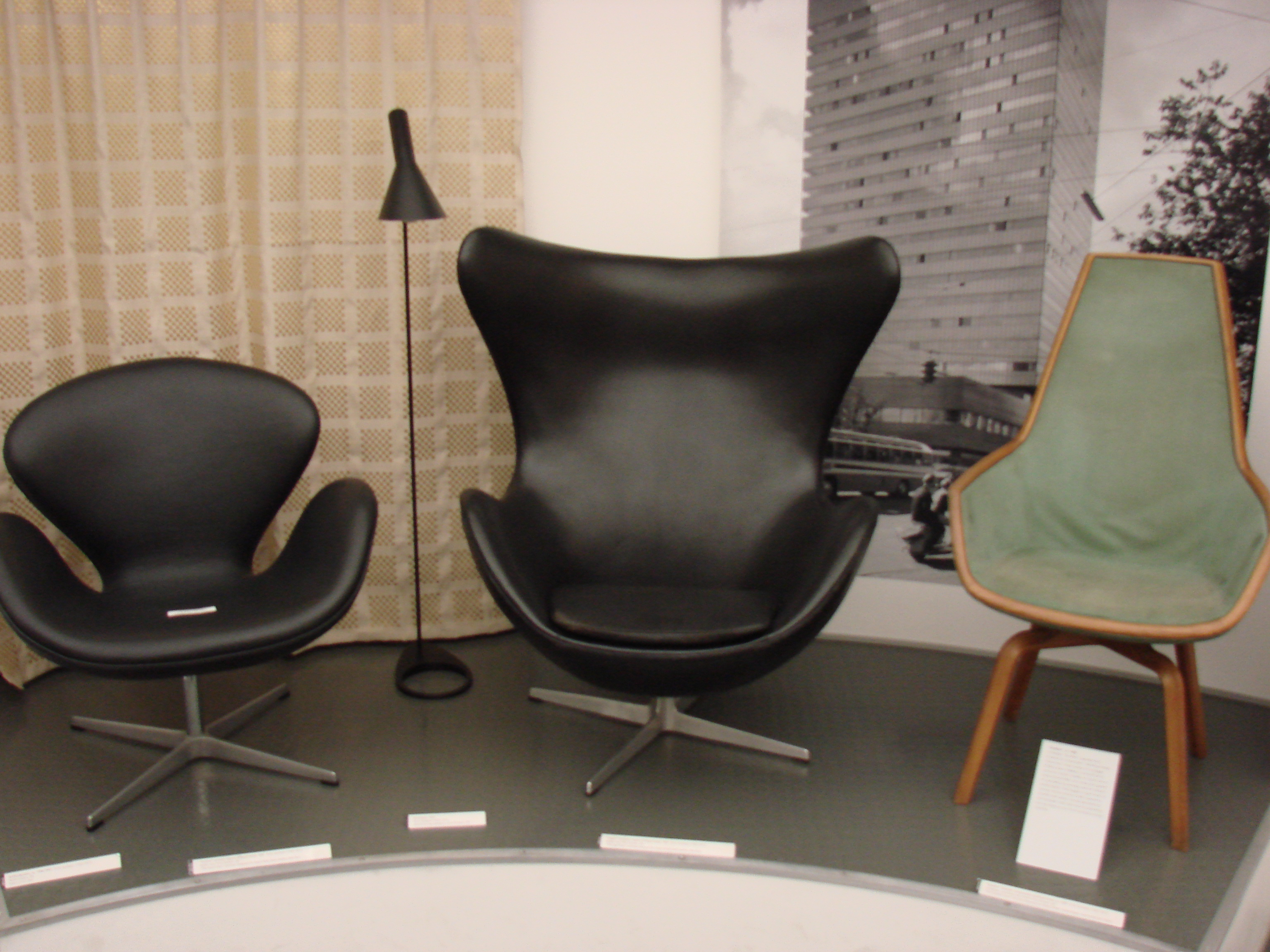
Ei, Schwan, Stehlampe und Vorhänge aus dem SAS Royal Hotel ausgestellt im Designmuseum Danmark vor einem Bild des Hotels

Ein weiterer Teil der Werbestrategie mit Jacobsens Namen ist das Zimmer 606, das bis auf wenige Details im Design von Jacobsen erhalten blieb. Es wird im normalen Hotelbetrieb für Übernachtungen angeboten. Die Wände des Zimmers sind im originalen hellgrünen Farbton. An ihnen sind die umlaufenden Holzpaneele montiert. Es befinden sich mit grünem Stoff bezogene Exemplare des Ei, Schwan und Tropfen in dem Zimmer. Auch die Serie 3300 ist in der Sofa- und Sesselausführung enthalten. Abweichend von der Originalausstattung ist ein Flachbildfernseher vorhanden.
Im Designmuseum Danmark an der Bredgade ist ein Raum der ständigen Ausstellung dem Hotel und Jacobsens Arbeit daran gewidmet. Ausgestellt sind die Stehlampe des Hotels, ein Ei- und ein Schwan-Sessel. Im Hintergrund hängen neben Fotos des Hotels die Vorhänge aus dem Restaurant.
Zum 100. Geburtstag von Arne Jacobsen stellte Zdenek Felix im Auftrag des Louisiana Museum of Modern Art die Ausstellung Arne Jacobsen. Absolut modern zusammen, die 2003 von Mai bis September auch in den Deichtorhallen in Hamburg gezeigt wurde. Diese enthielt neben den für das Hotel entworfenen Möbeln auch eine originalgetreue Nachbildung des Zimmer 606.

## Film
- Baukunst: Hotel Royal SAS. Dokumentation, Frankreich, 2008, 26 Min., Regie: Richard Copans, Produktion: arte France, deutsche Erstausstrahlung: 11. Oktober 2009, Inhaltsangabe (Memento vom 8. Oktober 2009 im Internet Archive) von arte mit Video-Ausschnitt, 3:04 Min.